# Station Dinxperlo
Station Dinxperlo (telegrafische verkorting Dpl) was het eindstation van de voormalige spoorlijn Varsseveld - Dinxperlo in de provincie Gelderland. Deze spoorlijn was aangelegd door de voormalige Locaal Spoorweg Maatschappij Dinxperlo - Varsseveld en werd geëxploiteerd door de Hollandsche IJzeren Spoorweg-Maatschappij (HIJSM). Door het station langs het spoor te bouwen heeft men rekening gehouden met het mogelijk doortrekken van de lijn naar Isselburg in Duitsland. Daar zou dan aansluiting zijn op het Duitse spoorwegnet. Deze verbinding is nooit gerealiseerd vanwege de zeer geringe belangstelling van zowel Nederlandse als Duitse zijde. Het stationsgebouw stond dwars op de Maurits Prinsstraat, ter hoogte van de Nieuwstraat. Het spoor volgde de huidige Nieuwstraat in noordelijke richting. De woningen die nu aan deze straat staan zijn naoorlogs. Het spoor liep in zuidelijke richting nog door tot een de huidige Brinkerveldstraat. Naast het station staat nog de voormalige stationskoffiehuis (Maurits Prinsstraat 28). Ooit heette het Hotel Boland, anno 2019 Old Dutch. 
Het station van Dinxperlo werd geopend op 1 december 1904 en gesloten op 1 januari 1935. Het stationsgebouw werd gesloopt in 1945.
Op de plek waar het spoor de Aaldersbeek overging, ligt een herinneringsteken, bestaande uit een stuk spoor met dwarsliggers.
Huidige stations:
Aalten ·
Apeldoorn · 
-De Maten · 
-Osseveld ·
Arnhem:
-Centraal · 
-Presikhaaf · 
-Velperpoort · 
-Zuid ·
Barneveld:
-Centrum · 
-Noord ·
-Zuid ·
Beesd ·
Brummen ·
Culemborg ·
Didam ·
Dieren ·
Doetinchem · 
-De Huet · 
Duiven ·
Ede:
-Centrum ·
-Wageningen ·
Elst ·
Ermelo ·
Gaanderen · 
Geldermalsen ·
't Harde ·
Harderwijk ·
Hemmen-Dodewaard ·
Kesteren ·
Klarenbeek ·
Lichtenvoorde-Groenlo ·
Lochem ·
Lunteren ·
Nijkerk ·
Nijmegen · 
-Dukenburg · 
-Goffert · 
-Heyendaal · 
-Lent ·
Nunspeet · 
Oosterbeek ·
Opheusden ·
Putten ·
Rheden ·
Ruurlo ·
Terborg ·
Tiel · 
-Passewaaij ·
Twello · 
Varsseveld · 
Veenendaal-De Klomp · 
Velp · 
Voorst-Empe · 
Vorden · 
Wehl ·
Westervoort · 
Wezep · 
Wijchen ·
Winterswijk · 
-West · 
Wolfheze · 
Zaltbommel · 
Zetten-Andelst · 
Zevenaar · 
Zutphen
Voormalige stations: lijst van voormalige spoorwegstations in Gelderland